# Metal Rendez-vous
Albums de Krokus
Painkiller
(1978) Hardware
(1981)
Singles
1. Bedside Radio
Sortie : 1979
2. Heatstrokes
Sortie : 1980
3. Tokyo Nights
Sortie : 1980

Metal Rendez-vous est le quatrième album studio du groupe de hard rock suisse Krokus. Il est sorti le 30 juin 1980 sur le label allemand, Ariola Records et a été produit par le groupe et Martin Pearson.

## Historique
L'album fut enregistré au Studio Platinum One à Zurich, Suisse, en octobre et novembre 1979. Il s'agit du premier album du groupe avec le chanteur Marc Storace (ex TEA et Easy Money). Les titres de Metal Rendez-vous étaient déjà composées lorsque Marc Storace rejoignit le groupe en studio, néanmoins il participa à l'arrangement des parties vocales et fut crédité sur tous les titres.
Chris Von Rohr qui assurait le chant sur l'album précédent, Painkiller, se chargea alors de la basse et des chœurs et l'ancien bassiste Jürg Naegeli joua encore quelques parties de claviers sur cet album avant de devenir l'ingénieur du son du groupe lorsque celui-ci partira en tournée.
Cet album devint le premier grand succès du groupe en se vendant à plus de 200 000 exemplaires en Suisse. Trois singles en furent tirés, Tokyo Nights, Bedside Radio et Heatstrokes. Ce dernier se classa à la première place dans les charts heavy metal du magazine anglais Sounds, ce qui permit au groupe de donner huit concerts en Angleterre avec en point d'orgue un concert au Lyceum Theatre devant plus de deux mille fans. Krokus participera aussi au Festival de Reading le 22 août 1980 en compagnie de Rory Gallagher et Gillan (entre autres).

## Liste des titres
- Tous les titres sont signés et arrangés par le groupe.

1. Heatstrokes - 4:00
2. Bedside Radio - 3:18
3. Come On - 4:23
4. Streamer - 6:38
5. Shy Kid - 2:30
6. Tokyo Nights - 5:51
7. Lady Double Dealer - 3:12
8. Fire - 6:02
9. No Way - 4:00
10. Back-seat Rock 'n'Roll - 3:12

## Musiciens
- Marc Storace : chant
- Tommy Kiefer : guitare solo et rythmique, chœurs
- Fernando Von Arb : guitare solo et rythmique, chœurs
- Chris Von Rohr : basse, chœurs
- Freddy Steady : batterie, percussions, chœurs

avec
- Jürg Naegeli : claviers, chœurs

## Classement single
| Année       | Single        | Chart               | Durée du classement | Position |
| ----------- | ------------- | ------------------- | ------------------- | -------- |
| 2007 - 2008 | Bedside Radio | Schweizer Hitparade | 4 semaines          | 58e      |

## Certifications
| Pays   | Ventes    | Certification | Date |
| ------ | --------- | ------------- | ---- |
| Suisse | 200 000 + | 4 × Platine   | 2014 |